# Ludmilla Kunzmann
Ludmilla Susanna Kunzmann, geborene Gottschald (* 1774 in Hirschenstand; † 12. Dezember 1843 in Sauersack) war eine böhmische Spitzenhändlerin, Unternehmerin und Gesellschafterin.

## Leben
Ludmilla Kunzmann war die Tochter des Ortsrichters Jakob Gottschald (1731–1806) und dessen Ehefrau Anna Regina geb. Ullmann (1740–1830). Sie wurde in Hirschenstand, Hausnummer 26, geboren und am 24. Februar 1774 in Neudek getauft. Ihre Taufpatin war Ludmilla Graser, die Ehefrau des Amts- und Kanzleischreibers von Neudek, Andreas Graser. Bereits ihr Vater betrieb den Handel mit Spitzen. Ihr Bruder Franz Anton Gottschald (1763–1813) gründete in Hirschenstand einen eigenen Spitzenbetrieb. 1794 heiratete sie den Spitzenhändler Joseph Kunzmann aus Sauersack, der 1812 die Firma ihres kinderlosen Bruders übernahm. Teilhaber war der Müllermeister Anton Korb aus Breitenbach, der seit 1789 mit ihrer Schwester Theresia Gottschald verheiratet war. Mit großer Tätigkeit führten sie das 1780 gegründete Unternehmen unter dem Namen k. k. priv. Spitzenfabrik Anton Gottschald & Comp. fort und bauten es weiter aus. Als ihr Mann 1826 starb, übernahm sie selbst, mit den bisherigen Gesellschaftern Anton Korb und Felix Kerl, die Leitung des Unternehmens. Dabei war sie zugleich Mitbesitzerin der k. k. privilegierten Bobbinet-Fabrik in Prag unter der Firma „Breitfeld et A. Gottschald“, mit Niederlagen in Wien und Pest. Im Schematismus für das Königreich Böhmen vom Jahre 1836 werden sie und Anton Karl Korb auch als Inhaber mehrerer Geschäftshäuser in der Prager Neustadt aufgeführt. Sie starb 1843 in Sauersack, Hausnummer 24. Nach ihrem Tode wurde 1843/44 ihrem jüngsten Sohn Joseph Kunzmann als einem von drei neuen Teilhabern die Landesfabrikbefugnis zur Erzeugung von weißen und schwarzen Seiden, dann Zwirn, Spitzen, Blonden und Seidentull sowie Mullstickerein übertragen. Ihr Enkel war der Spitzenfabrikant, Bezirksobmann, Bürgermeister und Ehrenbürger der Stadt Neudek Karl Kunzmann.